# Raymond Chandler
Raymond Thornton Chandler (ur. 23 lipca 1888 w Chicago, zm. 26 marca 1959 w La Jolla) – amerykański autor opowiadań i powieści kryminalnych, czołowy twórca czarnego kryminału. Wiele jego utworów zaadaptowano na potrzeby filmu. Pracował też jako scenarzysta.

## Życiorys
Urodzony 23 lipca 1888 w Chicago z małżeństwa Maurice'a Benjamina Chandlera z Filadelfii i Florence Dart Thornton z Waterford w Irlandii. W wieku 8 lat po rozwodzie rodziców przeniósł się wraz z matką do Londynu. Po ukończeniu szkoły w Dulwich spędził rok we Francji i Niemczech. Po powrocie do Anglii zdawał egzaminy na urzędnika administracji państwowej, lecz po pół roku rzucił pracę. Zarabiał jako dziennikarz i recenzent, publikując w pismach „The Academy”, „The Westminster Gazette” i „The Spector”. W 1912 powrócił do Stanów Zjednoczonych. 
Podczas I wojny światowej służył w Kanadyjskich Wojskach Ekspedycyjnych, później zaciągnął się do RAF-u, lecz został zdemobilizowany, nie ukończywszy szkolenia. W 1924 roku ożenił się z Pearl Cecily Bowen, matką kolegi z wojska. Po opublikowaniu pierwszych opowiadań poświęcił się pracy literackiej. W 1943 zaczął pracować jako scenarzysta. Pisał scenariusze do filmów, m.in. Podwójne ubezpieczenie, Błękitna dalia i Nieznajomi z pociągu. Po śmierci żony w 1954 wpadł w depresję, podczas której próbował popełnić samobójstwo. Od 1946 mieszkał w La Jolla, opisanej w ostatniej jego powieści Playback jako miejscowość Esmeralda. Zmarł w 1959 na zapalenie płuc.

## Działalność literacka
Pierwsze opowiadanie, Blackmailers Don't Shoot opublikował w 1933 w magazynie „Black Mask” poświęconym historiom detektywistycznym. Pierwsza powieść Głęboki sen (The Big Sleep) została wydana w 1939 roku. Łącznie napisał 7 powieści i kilkadziesiąt opowiadań. Ostatnią, niedokończoną powieść Poodle Springs wydano pośmiertnie - ukończona została dopiero w 1989 przez Roberta B. Parkera.
Zasługą Chandlera jest wprowadzenie do tego popularnego gatunku elementów literatury wyższych lotów, zwłaszcza poetyckich porównań. Inspirował się twórczością Dashiella Hammetta.
Zajmował się również publicystyką. W 1944 opublikował w miesięczniku „The Atlantic Monthly” esej Skromna sztuka pisania powieści kryminalnych (The Simple Art of Murder) dotyczący jego uwag na temat pisarstwa, zaś w 1945 roku publikuje tam artykuł Pisarze w Hollywood (Writers in Hollywood), krytykujący scenarzystów. Obydwa po raz pierwszy wydano w Polsce w książce Mówi Chandler (Czytelnik 1983), zawierającej teksty rozproszone.

### Philip Marlowe
Najbardziej znanym bohaterem jego książek jest samotny (w końcowej powieści Tajemnica Poodle Springs jest już jednak żonaty) i cyniczny prywatny detektyw (ang. private eye) Philip Marlowe. Marlowe przy rozwiązywaniu kryminalnych zagadek, które częściej znajdują jego, niż on je, postępuje według sobie jedynie znanych zasad. Jest przykładem krystalicznie uczciwego człowieka, lubiącego alkohol, fajkę i papierosy, który wieczorami rozgrywa sam ze sobą partie szachów. Autor bardziej niż na rozwikłaniu zagadki kryminalnej skupia się na opisie środowiska, w którym rozgrywa się akcja powieści oraz analizie psychiki bohaterów.

## Nagrody
- Nominacja do Oscara za najlepszy scenariusz adaptowany w 1944 r. za Podwójne ubezpieczenie[1]
- Nominacja do Oscara za najlepszy scenariusz oryginalny w 1946 r. za Błękitną dalię[2]
- Nagroda im. Edgara Allana Poego w kategorii „Najlepsza powieść”: 1955 za Długie pożegnanie[3]

## Twórczość

### Powieści
- 1939 Głęboki sen (The Big Sleep, wyd. polskie 1975, tłum. Mieczysław Derbień[6], następnie tłum. Bartosz Czartoryski rok 2022[7])
- 1940 Żegnaj, laleczko (Farewell, My Lovely, wyd. polskie 1969, tłum. Ewa Życieńska[8], następnie tłum. Barbara Cendrowska-Werner, rok 2008[9], oraz Bartosz Czartoryski, rok 2022[10])
- 1942 Wysokie okno (The High Window, wyd. polskie 1974, tłum. Wacław Niepokólczycki[11], następnie tłum. Bartosz Czartoryski rok 2022[12])
- 1943 Tajemnica jeziora lub Topielica, lub Pani w jeziorze (The Lady in the Lake, wyd. polskie 1958, tłum. Adam Kaska, następnie tłum. Zbigniew T. Gieniewski rok 2000[13] i Bartosz Czartoryski rok 2023[14])
- 1949 Siostrzyczka (The Little Sister, wyd. polskie Iskry 1983, tłum. Piotr Kamiński, następnie tłum. Bartosz Czartoryski rok 2023[15])
- 1954 Długie pożegnanie (The Long Good-Bye, wyd. polskie SW Czytelnik 1979, tłum. Krzysztof Klinger[16])
- 1958 Playback (Playback, wyd. polskie 1986, tłum. Leszek Stafiej[17])
- 1959 Tajemnice Poodle Springs (Poodle Springs, wyd. polskie 2001, tłum. Wacław Niepokólczycki[18])

### Scenariusze
- Błękitna dalia
- Podwójne ubezpieczenie
- Nieznajomi z pociągu
- Playback (niezrealizowany)

### Opowiadania
- 1933 Szantażyści nie strzelają (tytuł oryginalny: Blackmailers Don’t Shoot)
- 1934 Czysta robota (Smart-Aleck Kill)
- 1934 Świadek oskarżenia (Finger Man)
- 1935 Morderca w deszczu (Killer in the Rain)
- 1935 Gaz skazańców (Nevada Gas)
- 1935 Hiszpańska krew (Spanish Blood)
- 1936 Strzelanina u Cyrana (Guns at Cyrano’s)
- 1936 Człowiek, który lubił psy (The Man Who Liked Dogs)
- 1936 Wpadka na Noon Street (Pickup on Noon Street lub Noon Street Nemesis)
- 1936 Złote rybki (Goldfish)
- 1936 Zasłona (The Curtain)
- 1937 Poszukajcie dziewczyny (Try the Girl)
- 1937 Nefryt Mandaryna (Mandarin’s Jade)
- 1938 Gorący wiatr (Red Wind)
- 1938 Król w złotogłowiu (The King in Yellow)
- 1938 Bay City Blues (Bay City Blues)
- 1939 Kobieta w jeziorze (The Lady in the Lake)
- 1939 Perły to tylko kłopot (Pearls Are a Nuisance)
- 1939 Kłopoty to moja specjalność (Trouble Is My Business)
- 1939 Będę czekać (I’ll Be Waiting)
- 1939 Spiżowe drzwi (The Bronze Door)
- 1941 Spokojne góry (No Crime in the Mountains)
- 1951 Używka profesora Bingo (Professor Bingo’s Snuff)
- 1959 Ołówek (The Pencil)
- 1976 Angielskie lato (English Summer)

### Zbiory opowiadań wydane po polsku
Kłopoty to moja specjalność (wyd. polskie Czytelnik, Warszawa 1977), zawiera:
- Kłopoty to moja specjalność (org. Trouble is My Business)
- Świadek oskarżenia (org. Finger Man)
- Złote rybki (org. Goldfish)
- Gorący wiatr (org. Red Wind)

Czysta robota (wyd. polskie Czytelnik, Warszawa 1988), zawiera:
- Perły to tylko kłopot (org. Pearls Are a Nuisance)
- Gaz skazańców (org. Nevada Gas)
- Wpadka na Noon Street (org. Pick-up on Noon Street)
- Czysta robota (org. Smart-Aleck Kill)
- Hiszpańska krew (org. Spanish Blood)
- Król w złotogłowiu (org. The King in Yellow)

Morderca w deszczu (wyd. polskie GiG, 1990), zawiera:
- Morderca w deszczu (org. Killer in the Rain)
- Będę czekać (org. I'll Be Waiting)
- Strzelanina u Cyrana (org. Guns at Cyrano's)
- Spokojne góry (org. No Crime in the Mountains)
- Kobieta w jeziorze (org. The Lady in the Lake)

Bay City Blues (wyd. polskie Da Capo, 1993), zawiera:
- Bay City Blues (org. Bay City Blues)
- Używka profesora Bingo (org. Professor Bingo's Stuff)
- Spiżowe drzwi (org. The Bronze Door)

Złote rybki (wyd. polskie Amax, 1993), zawiera:
- Świadek oskarżenia (org. Finger Man)
- Złote rybki (org. Goldfish)
- Gorący wiatr (org. Red Wind)

Człowiek, który lubił psy (wyd. polskie Da Capo, 1993), zawiera:
- Człowiek, który lubił psy (org. The Man Who Liked Dogs)
- Zasłona (org. The Curtain)
- Poszukajcie dziewczyny (org. Try the Girl)
- Nefryt Mandaryna (org. Mandarin's Jade)

Kłopoty to moja specjalność (wyd. polskie C&T, 2009), zawiera:
- Kłopoty to moja specjalność (org. Trouble is My Business)
- Świadek oskarżenia (org. Finger Man)
- Złote rybki (org. Goldfish)
- Gorący wiatr (org. Red Wind)
- Ołówek (org. The Pencil)

Szantażyści nie strzelają (wyd. polskie C&T, 2009), zawiera:
- Szantażyści nie strzelają (org. Blackmailers Don't Shoot)
- Gaz skazańców (org. Nevada Gas)
- Strzelanina u Cyrana (org. Guns at Cyrano's)
- Wpadka na Noon Street (org. Pick-up on Noon Street)
- Perły to tylko kłopot (org. Pearls Are a Nuisance)

Angielskie lato (wyd. polskie C&T, 2011), zawiera:
- Angielskie lato (org. English Summer)
- Będę czekać (org. I'll Be Waiting)
- Czysta robota (org. Smart-Aleck Kill)
- Król w złotogłowiu (org. The King in Yellow)
- Hiszpańska krew (org. Spanish Blood)